# Billy-Berclau
Billy-Berclau è un comune francese di 4 388 abitanti situato nel dipartimento del Passo di Calais nella regione dell'Alta Francia.

## Società

### Evoluzione demografica
Abitanti censiti